# アシスタント!!
『アシスタント!!』は、かがみふみをによる日本の漫画作品。『まんがタイム』（芳文社）にて2006年11月号から2010年3月号まで、『まんがタイムオリジナル』にて2007年12月号から2008年2月号まで連載されていた。

## ストーリー
アシスタント未経験の女子大生が人見知りの漫画家のアシスタントを行う事になり、色々な経験を積んで漫画家ともに成長していく姿を描いた4コマ漫画である。

## 登場人物
宮川 有希（みやがわ ゆき）
本作の主人公で真希の妹。真希に頼まれて、小倉のアシスタントになるが、その時点で漫画を描いたことは無く、アシスタントの経験も無かった。
小倉 真帆（おぐら まほ）
漫画家。真希とは大学時代に同じ漫画研究会に属していた。極度の人見知りで理髪店に入るのにも一年掛かるほどであった。その為、有希がアシスタントをする前はアシスタントが長続きすることが無かった。
宮川 真希（みやがわ まき）
「ローリンすっしー」の担当編集者で有希の姉。小倉とは大学時代に同じ漫画研究会に属していたことから担当編集者となる。行動が素早くて、小倉に恐れられている。
刈穂 巻子（かりほ まきこ）
大学生で有希と同窓生。「ローリンすっしー」の単行本が発売される事になったことから忙しくなったので、小倉の臨時アシスタントになる。見た目はギャルぽい感じだが、実際は小倉と同様の極度の人見知りだがキャラを作る事で対人関係を克服している。
根津（ねづ）
「ダンボールレディー」の担当編集者。見た目はほんわかした感じだが、作品内容にはかなり厳しい駄目だしを行う。
父
宮川姉妹の父。有希がアシスタント作業で遅くなったり、泊まったりすることを心配している。

## 作中作品
登場人物である小倉真帆が連載している漫画として「ローリンすっしー」と「ダンボールレディー」が作中作品として描かれていて、実際に連載誌にもおぐらまほ名義で掲載された。
ローリンすっしー
とある回転寿司屋を手伝うために、現れた「回転寿司の妖精」の日常を描く。すっしーが作れる寿司は巻物だけ。
ダンボールレディー
極度の対人恐怖症の少女が、これを克服するためにダンボール箱を覆面代わりに被って活躍する、ヒロインもの。

## 書誌情報
- かがみふみを 『アシスタント!!』 芳文社〈まんがタイムコミックス〉、全2巻
  1. 2009年5月12日発売、ISBN 978-4-8322-6664-3
  2. 2010年5月7日発売、ISBN 978-4-8322-6847-0